# Riksväg 57

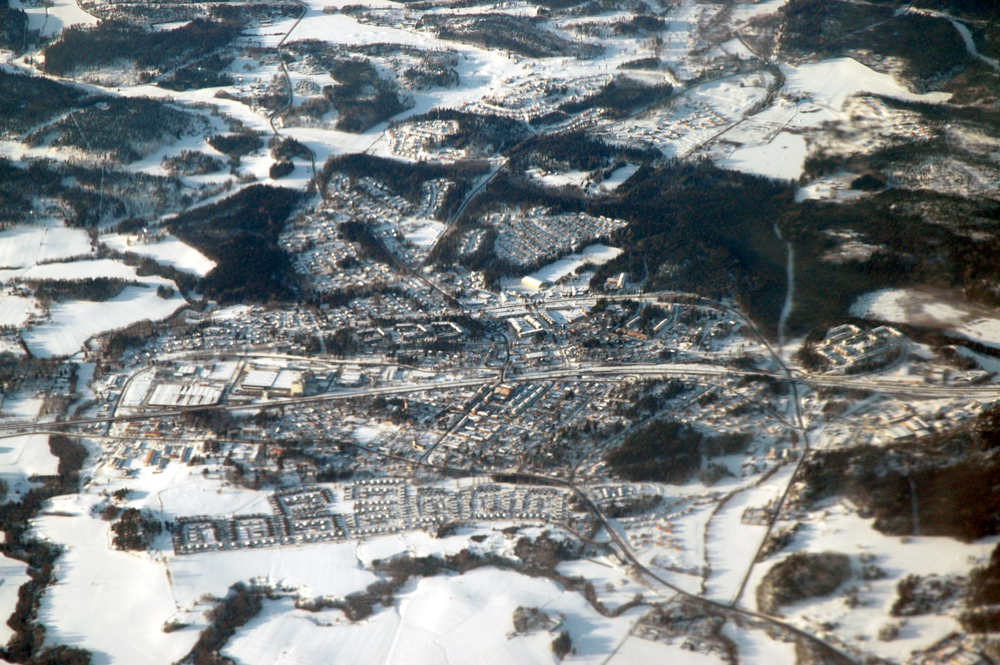
Flygfoto över Järna. Riksväg 57 är den kurviga vägen närmast i bilden.

Riksväg 57, tidigare även kallad Stambanevägen, går, till största del utmed Västra stambanan, mellan Trafikplats Järna på E4 i öster och Katrineholm i väster (skyltas Södertälje i östgående riktning) och är cirka 78 kilometer lång.

## Standard och planer
Vägen är en 7–9 m bred kurvig landsväg av varierande kvalitet mellan Järna och Flen, en sträcka av cirka 52 kilometer. Mellan Flen och slutet av vägen i Katrineholm, en sträcka av 26 kilometer, där vägen har gemensam sträcka med riksväg 55, har vägen byggts rakare och bredare än tidigare och är nu mötesfri 2+1-väg.
Det finns planer på att bygga om sträckan Järna-Gnesta.

## Orter och platser utmed 57:an
- Trafikplats Järna / Ytterjärna, E4 mot Helsingborg/Stockholm.
  - Saltå cirka 500 meter från Trafikplats Järna.
  - Kulturhuset i Ytterjärna och Vidarkliniken cirka 5 kilometer från Trafikplats Järna.
- Järna, Överjärna kyrka intill vägen vid Järna centrum.
- Mölnbo följs efter cirka 1,5 kilometer av ett avtag mot Vagnhärad och efter cirka 3 kilometer av ett avtag mot Vagnhärad och Vårdinge kyrka.
- Vid Sigtuna-rondellen i Gnesta ansluter länsväg 224 mot Nyköping, samt infart mot Gnesta centrum Ö.
- Vid Hållsta-rondellen i Gnesta ansluter landsväg mot Nyköping samt infart mot Gnesta centrum V.
- I Björnlunda ansluter länsväg 223 mot Nyköping samt infart mot Björnlunda centrum.
- Vid Björnlunda kyrka ansluter länsväg 223 mot Laxne och Mariefred.
- Vid Graneberg finns avtag till Gryts kyrka, 4 kilometer.
- I Stjärnhov finns avtag till Gryts kyrka, Solbacka läroverk och Ånhammar
- I Sparreholm korsar riksväg 53 i rondellen vid Bilsbro
  - Riksväg 53 norrut mot Hyltinge kyrka
  - Riksväg 53 norrut mot Malmköping och Eskilstuna.
  - Riksväg 53 söderut mot Råby-Rönö, Nyköping.
- Avtag mot Helgesta och Helgesta kyrka cirka 3 kilometer efter Sparreholm.
- Skebokvarn
- Stensbrobacken före Flen.
  - Riksväg 55 norrut mot Malmköping, Strängnäs, Enköping och Uppsala
  - Riksväg 55 och riksväg 57 går tillsammans vidare västerut mot Flen och Katrineholm
  - efter cirka 100 meter avfart mot Forssa kyrka.
- Flen
  - Flens kyrka
  - Länsväg 221 mot Vadsbro och Bettna
- Sköldinge
- Valla
- I slutpunkten av 57:an, Katrineholm ansluter Riksväg 52 mot Kumla eller Nyköping, riksväg 55 mot Norrköping och riksväg 56 mot Västerås.

## Historia
Riksväg 57 har gått Järna-Katrineholm sedan 1962. Innan dess hette vägen länsväg 225.
På 1940-talet gick vägen i precis samma sträckning mellan Järna och Flen som 2008, undantaget förbifarten förbi Gnesta som är från 1990-talet. Vägen Flen-Katrineholm är utbyggd på 1960-talet.

## Trafikplatser och korsningar
|  | Nr  | Namn              | Skyltning                                  |
|  | --- | ----------------- | ------------------------------------------ |
|  | 141 | Trafikplats Järna | Stockholm, Södertälje, Helsingborg         |
|  |     | Järna             |                                            |
|  |     | Mölnbo            |                                            |
|  |     | i Gnesta          | Nyköping                                   |
|  |     | i Björnlunda      | Nyköping                                   |
|  |     | nära Björnlunda   | Mariefred                                  |
|  |     | Stjärnhov         |                                            |
|  |     | Sparreholm        |                                            |
|  |     | nära Sparreholm   | Nyköping Eskilstuna                        |
|  |     | nära Flen         | Uppsala Strängnäs (Riksväg 57 svänger)     |
|  |     | nära Flen         | Nyköping                                   |
|  |     | nära Katrineholm  | Norrköping Nyköping                        |
|  |     | Katrineholm N     | Örebro Eskilstuna, Västerås, Katrineholm V |